# Benda Kálmán Bölcsészet- és Társadalomtudományi Szakkollégium
A Benda Kálmán Bölcsészet- és Társadalomtudományi Szakkollégium a Károli Gáspár Református Egyetem Bölcsészet- és Társadalomtudományi Karának (KRE-BTK) szakkollégiuma. Létrehozását 2015-ben kezdeményezte Sepsi Enikő, a KRE-BTK akkori dékánja, aki az építési munkálatok befejezése után, 2017-ben annak első igazgatója lett.

## Működése

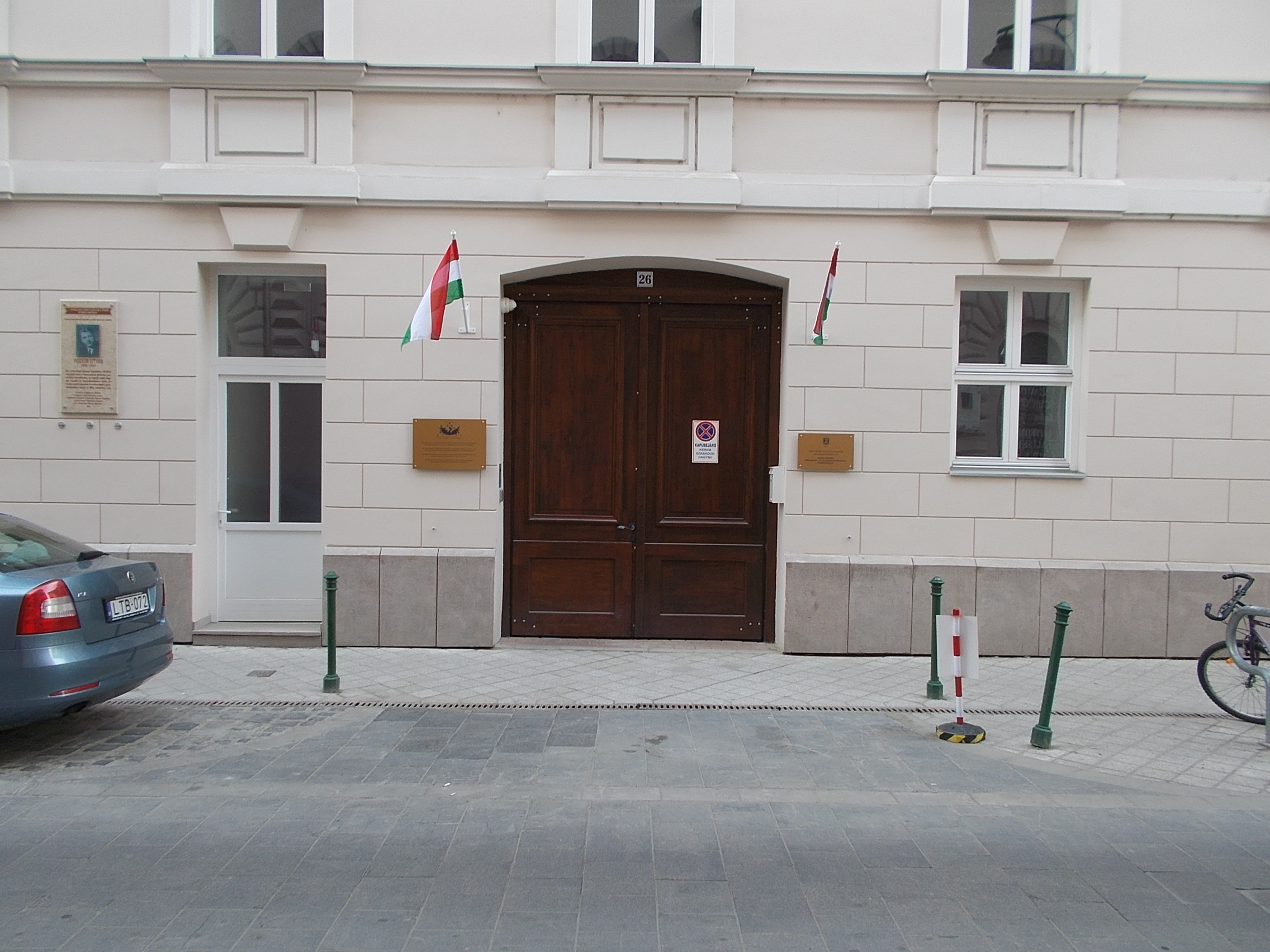
A Benda Kálmán Bölcsészet- és Társadalomtudományi Szakkollégium épületének bejárata

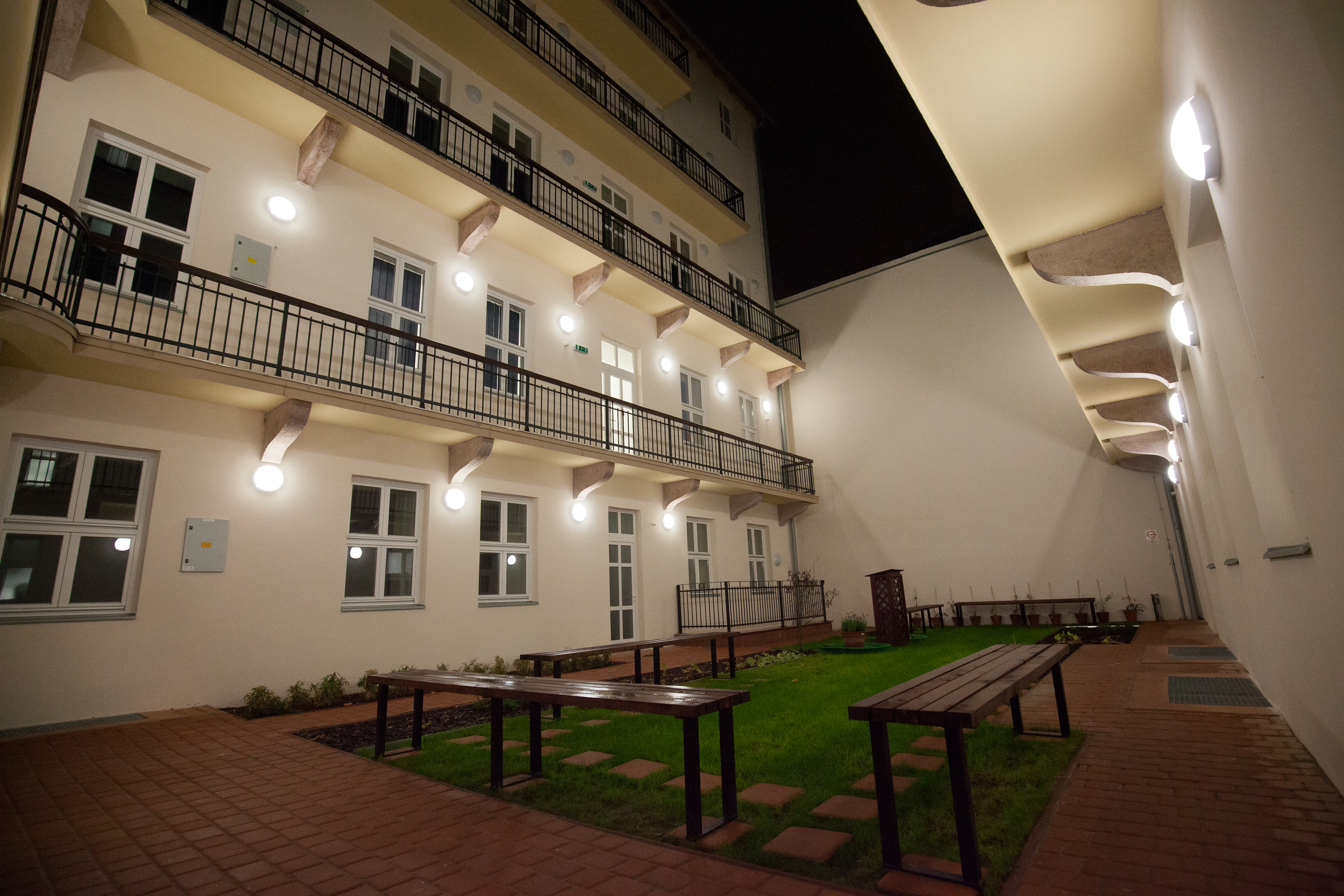
A Benda Kálmán Bölcsészet- és Társadalomtudományi Szakkollégium épülete belülről

2017 szeptemberében nyitotta meg kapuit a hallgatók előtt azzal a céllal, hogy a Károli Gáspár Református Egyetem Bölcsészet- és Társadalomtudományi Karán (KRE-BTK) tanulmányokat folytató hallgatók kiemelt tehetséggondozó központja legyen. A karon oktatott tudományterületek teljes körét lefedi a Benda Kálmán Bölcsészet- és Társadalomtudományi Szakkollégium 8 műhelye, melyekben emelt szintű tudományos képzésre és mentorok által vezetett önálló kutatómunkára van lehetősége a hallgatóknak.
A szakkollégium céljának tekinti, hogy a Károli Gáspár Református Egyetem Bölcsészet- és Társadalomtudományi Karának (KRE-BTK) nappali tagozatos alap-, mester- és posztgraduális hallgatói számára kiemelkedő tehetséggondozó műhelyként szolgáljon. A szakkollégium elkötelezett amellett, hogy keresztyén, azon belül is elsősorban protestáns értékrendre és szemléletre építve olyan korszerű tudással rendelkező, felkészült szakembereket neveljen, akik indíttatást éreznek arra, hogy bekapcsolódjanak a hazai és nemzetközi tudományos életbe, valamint a hazai tudományos intézetek és felsőoktatási intézmények szakmai utánpótlását biztosítsák.
A Benda Kálmán Bölcsészet- és Társadalomtudományi Szakkollégium működése során a református kollégiumi hagyományok több évszázados örökségére építve alakít ki olyan identitást és látásmódot, amelyben a tehetséggondozás nem csupán szakmai támogatás, hanem személyiségformáló és közösséget építő tevékenység is. A szakkollégium arra törekszik, hogy olyan hallgatókat képezzen és neveljen, akik az oktatást és a tudományos kutatást a társadalom szolgálatának tekintik. A szakkollégium tagjai nemcsak mély és magas szintű szakmai tudással gazdagodnak, hanem elköteleződnek a humán műveltség iránt, és az európai keresztyén értékek tiszteletén keresztül képessé válnak arra, hogy a magyar társadalomban a tolerancia és az ökumené jegyében összekötő, integráló személyiségekké váljanak. Előzményeit tekintve a franciaországi grandes écoles hagyományaiból éppúgy merít, mint a legeredményesebb magyarországi példákból.
A szakkollégium Budapest VIII. kerületében, azon belül a Palotanegyedben, a Horánszky utca és a Krúdy Gyula utca sarkán, a Horánszky utca 26. szám alatt helyezkedik el, mindössze 200 méterre a Károli Gáspár Református Egyetem Bölcsészet- és Társadalomtudományi Karának (KRE-BTK) Reviczky utcai campusától, és 600 méterre a Kálvin tértől. Az épület az alapításakor újonnan lett kialakítva, és 75 fő számára biztosít lakhatást egy- és kétágyas szobákban. A szobák saját bejáratú lakrészekben találhatók, azaz minden 2-3 szoba rendelkezik egy vagy két közös fürdőszobával, konyhával, étkezővel.
A lakórészeken felül számos oktatási és hallgatói közösségi helység is van a szakkollégium épületében. Minden szoba rendelkezik a mai elvárásoknak megfelelő internetkapcsolattal is.

### Műhelyek
A szakkollégium előadássorozatai és kurzusait úgy vannak kialakítva, hogy azok illeszkedjenek egyrészt a protestantizmus, másrészt a nyelv, kultúra, identitás összefüggéseit vizsgáló kérdéskörökhöz. Fontos céljának tekinti a szakkollégium az egyes műhelyek munkájának összehangolását, a vizsgált témák a multi- és transzdiszciplináris megközelítését és közös kurzusok indítását. Cél, hogy a hallgatók betekintést nyerjenek, és lehetőség szerint be is kapcsolódjanak a Károli Gáspár Református Egyetem Bölcsészettudományi Karának (KRE-BTK) tudományos műhelyeiben folyó kutatásokba. A szakmai, tudományos és kutatómunka szakterületi műhelyekben folyik. Egy hallgató több műhely munkájába is bekapcsolódhat.
- Filozófiai és Vallástudományi Műhely (Műhelyvezető: Boros Gábor)
- Irodalom- és Kultúratudományi Műhely (Műhelyvezető: Horváth Géza)
- Művészettudományi, Média- és Művészetpedagógiai Műhely (Műhelyvezető: Sepsi Enikő)
- Nyelvtudományi Műhely (Műhelyvezető: Pődör Dóra)
- Pszichológiai Műhely (Műhelyvezető: Jakubovits Edit)
- Tanárképző Műhely (Műhelyvezető: Simonfi Zsuzsanna)
- Társadalomtudományi Műhely (Műhelyvezető: Pólos László)
- Történettudományi Műhely (Műhelyvezető: Bubnó Hedvig)[2]